# Tägerig

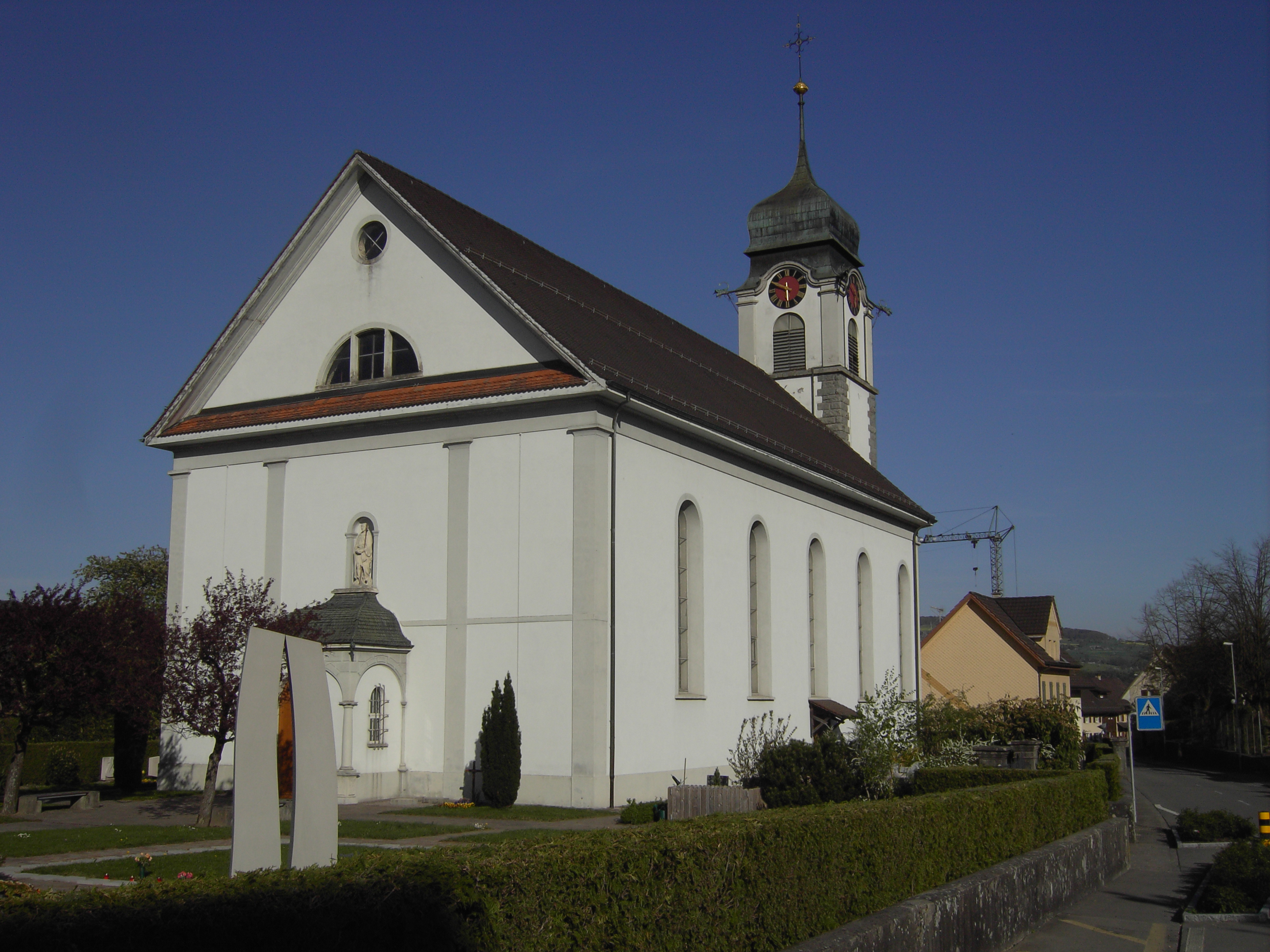
Romersk-katolska kyrkan i Tägerig.

Tägerig är en ort och kommun i distriktet Bremgarten i kantonen Aargau, Schweiz. Kommunen har 1 544 invånare (2023).